# Laguna Blanca (Bolivia-Chile)
La laguna Blanca es un cuerpo de agua superficial ubicado en límite entre el Departamento de Potosí, en Bolivia, y la Región de Antofagasta, en Chile. Constituye el punto de equilibrio de una amplia cuenca endorreica que limita al oeste de la cuenca de la laguna Verde (Bolivia) (esta cuenca tiene su propia laguna Blanca (Bolivia)), al este y al sur con la cuenca del salar de Tara y al norte con otras cuencas en Bolivia.: 23 
Las características geomorfológicas más relevantes de la cuenca son:: 34 
- Altitud mínima: 4458 m s. n. m.
- Altitud media: 4707 m s. n. m.
- Altitud máxima: 5595 m s. n. m.
- Perímetro: 161 km
- Área: 471 km²